# Mi amigo Luis
Mi amigo Luis es una película filmada en colores de Argentina dirigida por Carlos Rinaldi según el guion de Abel Santa Cruz y Norberto Aroldi que se estrenó el 6 de abril de 1972 y que tuvo como protagonistas a Luis Sandrini, Ángel Magaña, Raúl Padovani y Ricardo Morán.

## Sinopsis
La historia se basa en los cadetes del Colegio Militar y su relación con un oficial  (Teniente 1°) más antiguo a quien ven como a un padre.

## Reparto
Intervinieron en el filme los siguientes intérpretes:
- Luis Sandrini
- Ángel Magaña
- Raúl Padovani
- Ricardo Morán
- Arnaldo André
- Yayi Cristal
- Pablo Danielo
- Carlos Vanoni
- Roberto Airaldi
- Patricia Castell
- Carlos Muñoz
- Francisco de Paula
- Claudio Levrino
- Agó Franzetti
- Estela Vidal
- Juan José Paladino
- Clever Dusseau
- Andrea Yasky
- Diego Botto
- Diego Falcón
- Nora Caleca
- Víctor Villa
- Fernando Campos
- Hugo Asencio
- Alberto Masdarino
- Rafael Chumbita
- Alba Galván
- Enrique Salonia
- Eduardo Justo Tojeiro…Extra
- Guillermo Jaime
- Los Náugrafos

## Comentarios
El Trabajo opinó:

”Una pésima muestra de cine… Es simplemente lamentable que se haya elegido para la iniciación de esta 3° semana de Cine Internacional y más lamentable aún que se haya filmado. No escapa a ninguno de los lugares comunes… libro carente de lógica, naturalidad y  realidad.”

Manrupe y Portela escriben:

”Comentario reblandecido acerca de la camaradería en el ejército, con dos estrellas en su vejez y fugaz paso de Padovani por el protagonismo”